# Abrahadabra
 Ikke at forveksle med Abra kadabra.
Abrahadabra er det 9. studiealbum af det norske symfoniske sortmetal-band Dimmu Borgir.